# Lidingöbanans stationshus

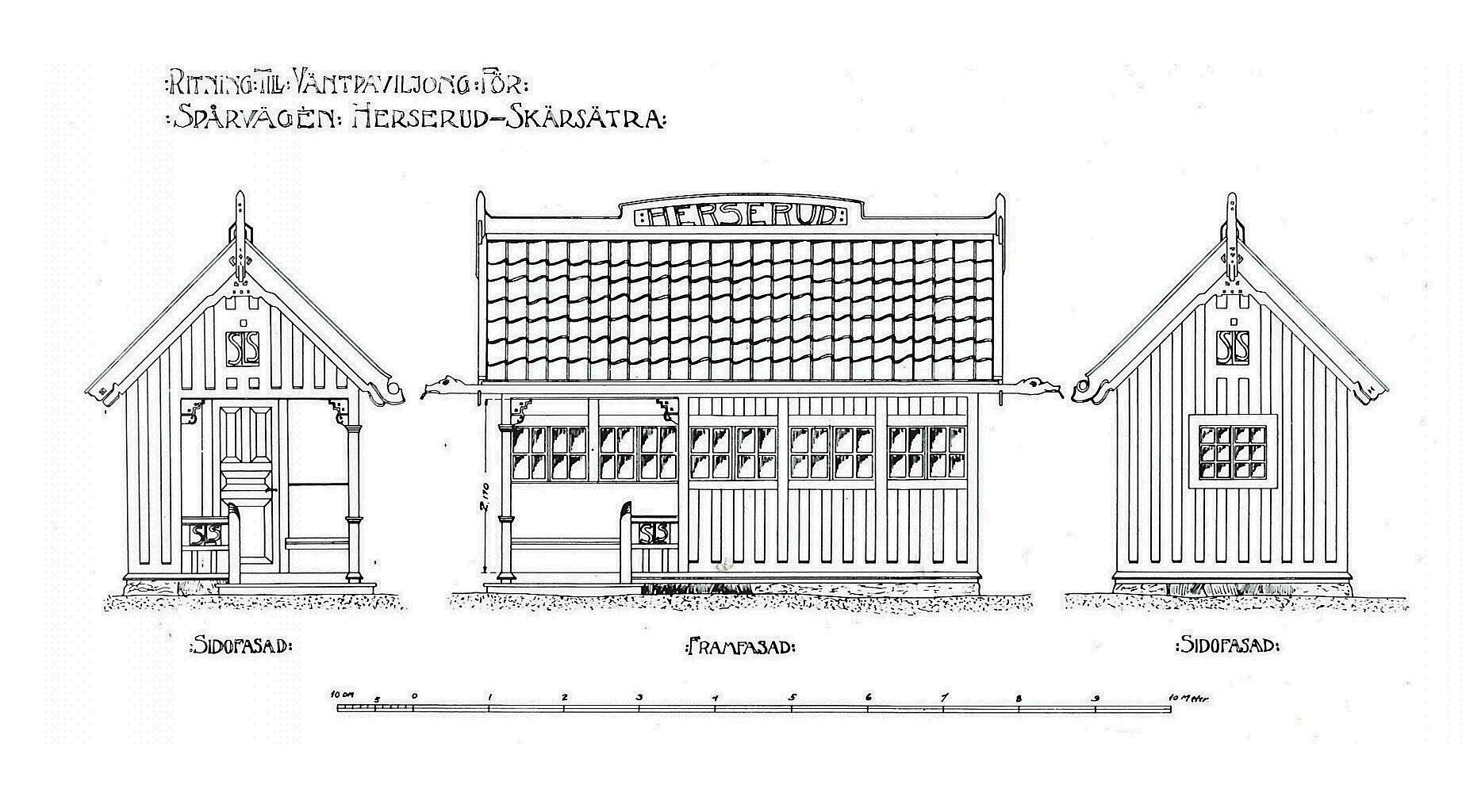
Fasadritning för "Väntpaviljong för Spårvägen Herserud-Skärsätra", 1913.

Lidingöbanans stationshus uppfördes som väderskydd, ibland kombinerade med tidningskiosker och enkel service för Södra Lidingöbanans hållplatser i Lidingö stad. De äldsta är från banans invigning 1914. Många är bevarade ut utgör i dag ett värdefullt kulturhistoriskt arv vilket konstaterades i en kulturhistorisk byggnadsinventering utförd 2011 på uppdrag av staden.

## Banans stationshus
Vid nästan samtliga hållplatser längs Lidingöbanan finns stationshus eller små väntkiosker från tiden då banan byggdes. Arkitekten är okänd men förebilden var Djursholmsbanans väntpaviljonger som ritats av arkitekt Sigge Cronstedt. De första väntkiosker för Södra Lidingöbanan uppfördes för stationerna mellan Herserud och Skärsätra. För dem fanns en typritning kallad Väntpaviljong för Spårvägen Herserud-Skärsätra. De gestaltades i nationalromantiskt stil med fornnordiska detaljer som drakhuvuden på hängrännans ändar.

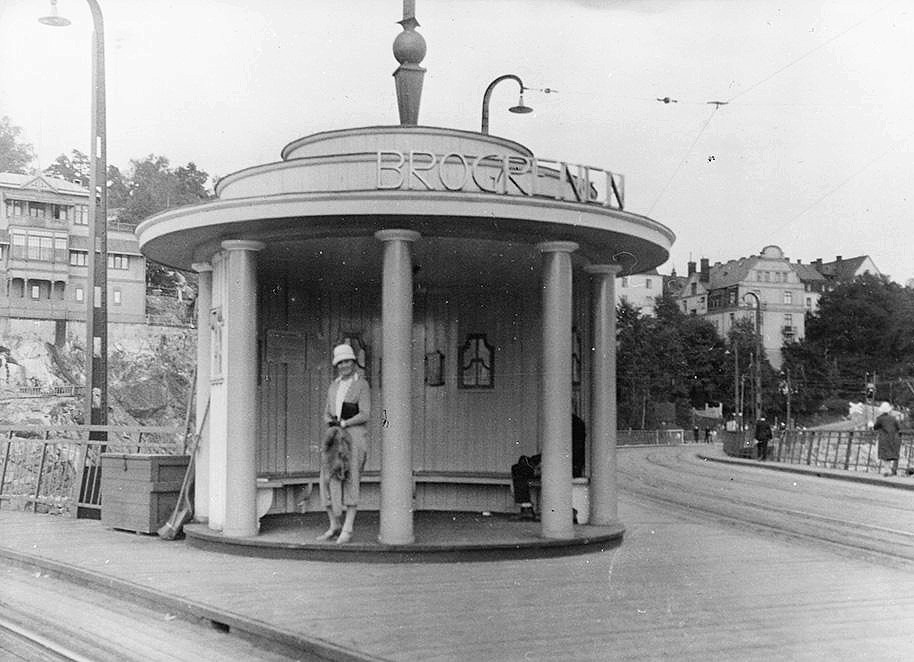
Hållplatsen Brogrenen Vindarnas tempel, 1925, nedlagd som väderskydd 1967.

Fasaderna bestod av lockpanel och småspröjsade fönster. Den ursprungliga färgsättningen var ljus oljefärg bruten med ljus ockra. Idag är en del paviljonger målade i olika gula nyanser samt röda vindskivor och knutbrädor. Det är meningen att återställa samtliga paviljonger till ursprunglig kulör. Mot perrongen var kurerna delvis öppna. Invändig var väggarna klädda med pärlspontpanel och inredningen bestod av väggfasta träbänkar. 
Stationsnamnet angavs i form av en åskam på taknocken. På gavlarna och räcker uppsattes banans monogram SSL som står för Stockholms Södra Lidingös järnväg. På takfallet mot perrongen fanns även ett stationsur tillverkad av välkända Linderoths urfabrik i Stockholm. Ett fotografi, troligen taget på våren 1914, visar ett av husen i ursprungligt skick. Det stod vid ångfärjeläget i Herserud och flyttades 1914 till hållplatsen Högberga där det fortfarande finns. 
Under årens gång byggdes Lidingöbanans väntkurer om och till och kompletterades med tidningsförsäljning genom Pressbyrån som även erbjöd  enkel service åt de resande såsom köp av cigarrer och böcker. Så småningom hade alla kurer väggtelefoner för tjänstebruk. Några har kvar sin ursprungliga funktion som väderskydd, i andra bedrivs restaurangverksamhet och vissa har flyttats. Någon tidnings- eller tobaksförsäljning finns dock inte längre kvar. För att helt ersätta nedgångna väntkurer hämtade SL även väntkiosker från den nedlagda Norra Lidingöbanan som hade magasinerats. Ett exempel är stationshuset på hållplatsen Kottla som ursprungligen stod vid station Kvarnen och ritades 1907 av arkitekt Axel Herman Forsberg.
Väntkuren på Brogrenen, där Norra och Södra Lidingöbanan lämnade Gamla Lidingöbron för att fortsätta i var sin riktning, har en särställning eftersom den betjänande båda Lidingöbanorna. Den ritades av arkitekt Ivar Tengbom och invigdes 1925 samtidigt med Gamla Lidingöbron. Byggnaden kallades i folkmun för Vindarnas tempel på grund av sitt utsatta läge. Lidingö kommun beslöt att bevara det lilla templet även efter Gamla Lidingöbrons rivning och flytta det, renovera det och förse det med belysning. Byggnaden skall efter flytten åter fungera som väderskydd men där skall också finnas kulturhistorisk information om de olika Lidingöbroarna med fotografier på väggarna. Byggnaden tillmäts stort kulturhistoriskt värde.

Historiska bilder
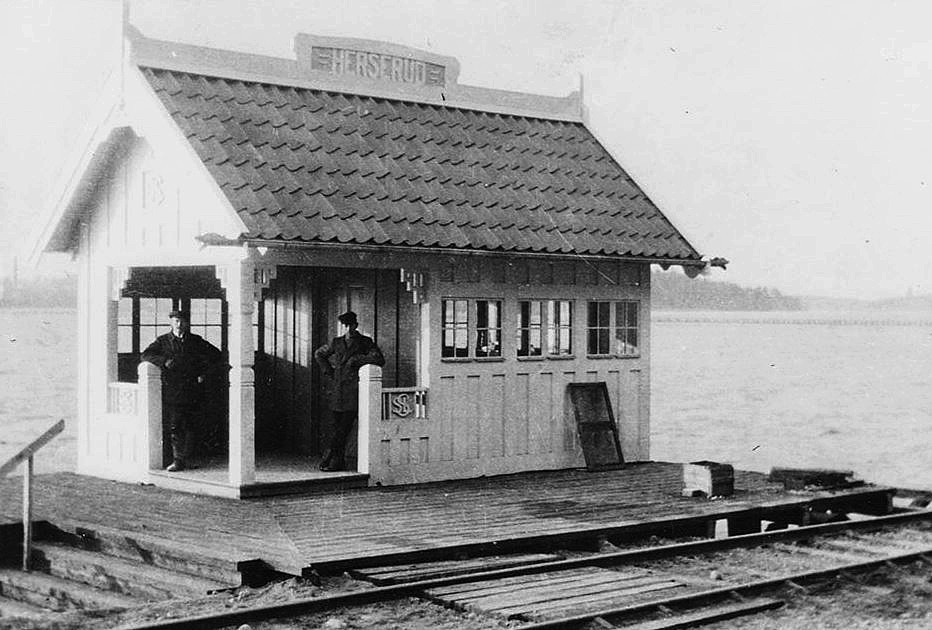
Herseruds stationshus 1914, finns idag på Högberga.
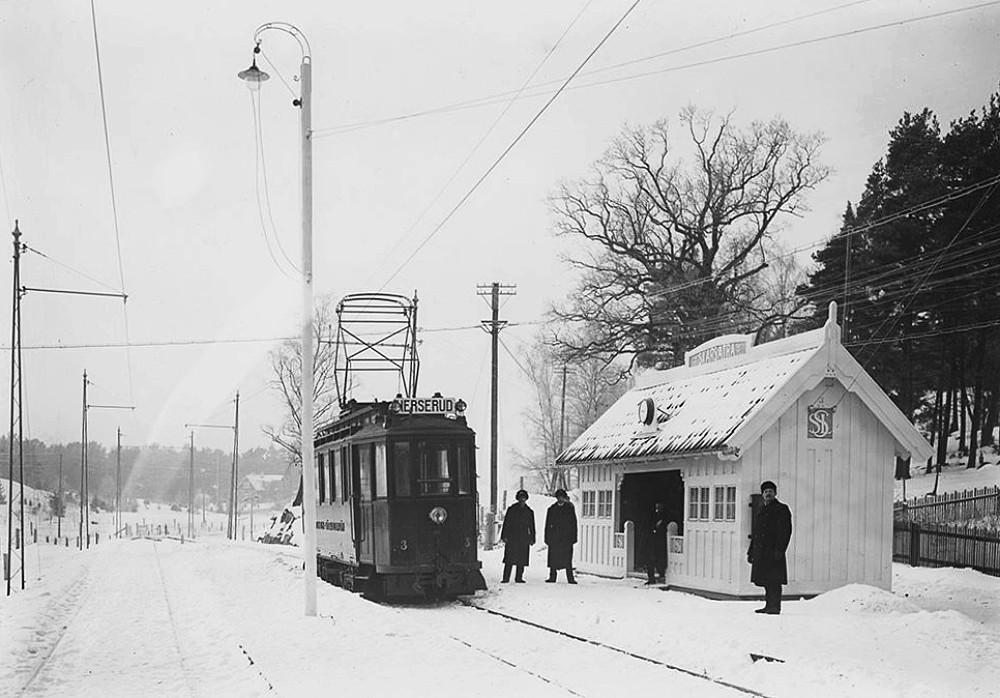
Parkvägens stationshus 1914, finns idag på Skärsätra.
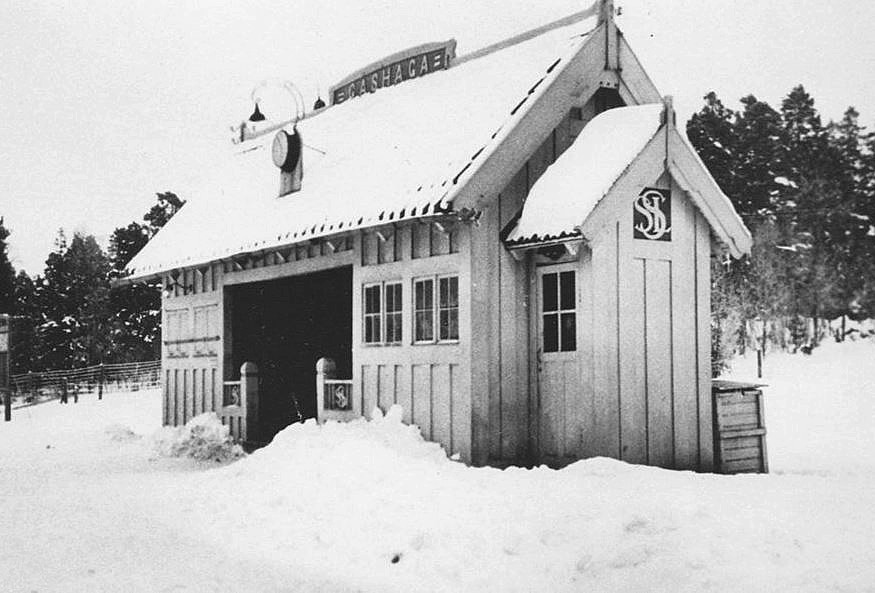
Gåshaga 1923.
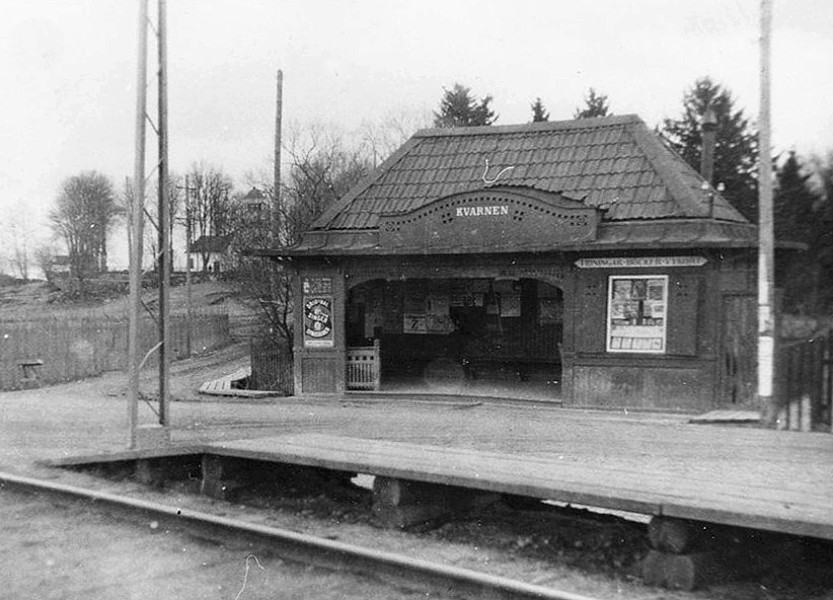
Kvarnens stationshus 1907, finns idag på Kottla.
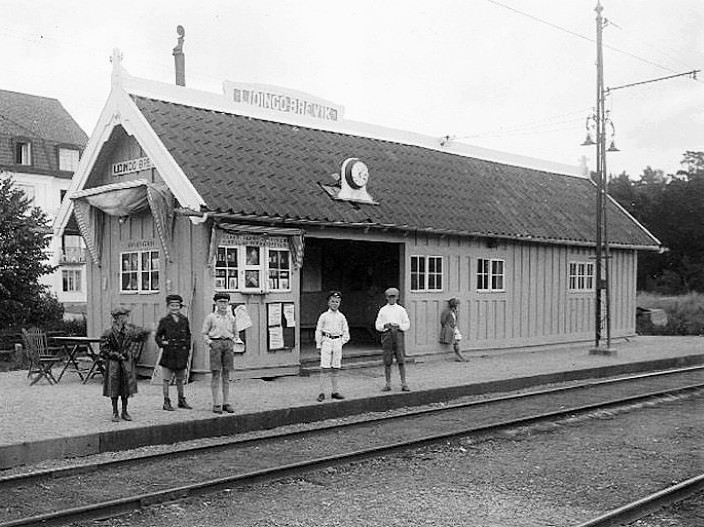
Lidingö-Brevik 1920-tal.

## Kulturhistorisk klassning
Lidingöbanans bevarade stationshus representerar idag höga kulturhistoriska värden. Enligt en kulturhistorisk byggnadsinventering utförd 2011 av AIX Arkitekter på uppdrag av Lidingö stad indelas bebyggelsen i tre kategorier:
- Kategori 1: stort kulturhistoriskt värde (Brogrenen, Baggeby, Högberga, Gåshaga och Bodal).
- Kategori 2: kulturhistoriskt värdefull (Brevik, Gåshaga brygga och Kottla).
- Kategori 3: visst kulturhistoriskt värde (Skärsätra och Käppala).

Bevarade stationshus (urval)
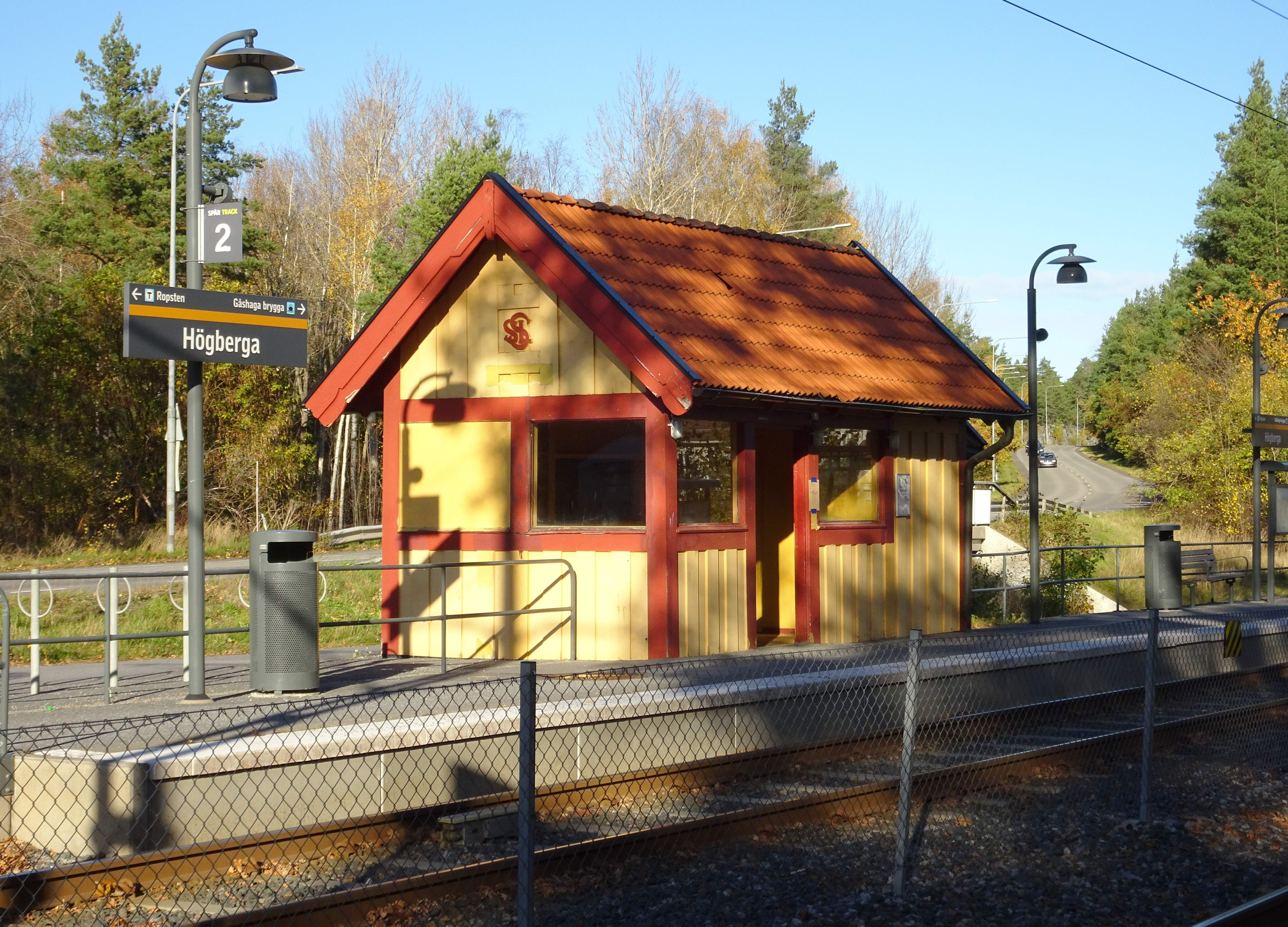
Högberga (kategori 1).
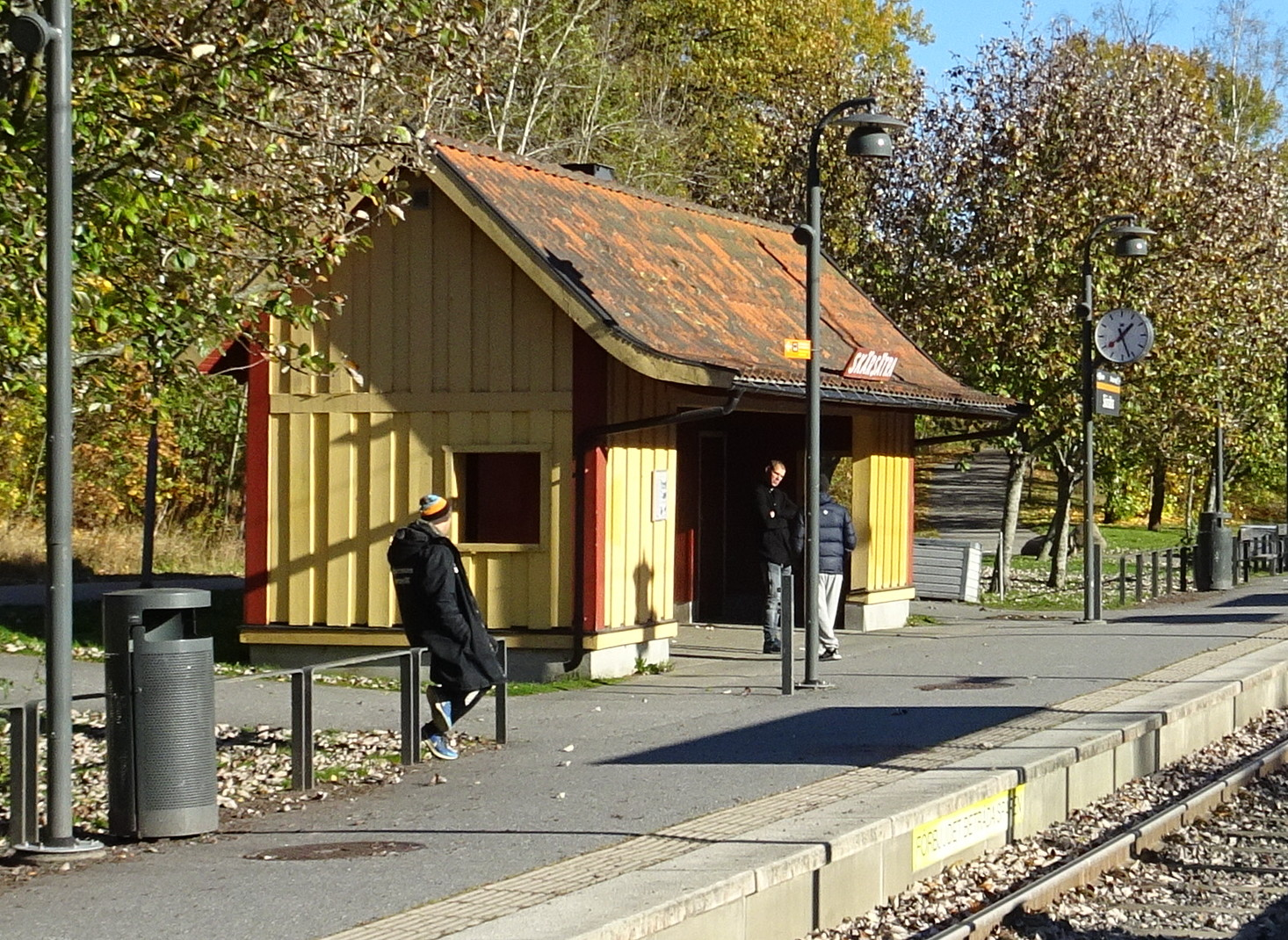
Skärsätra (kategori 3).
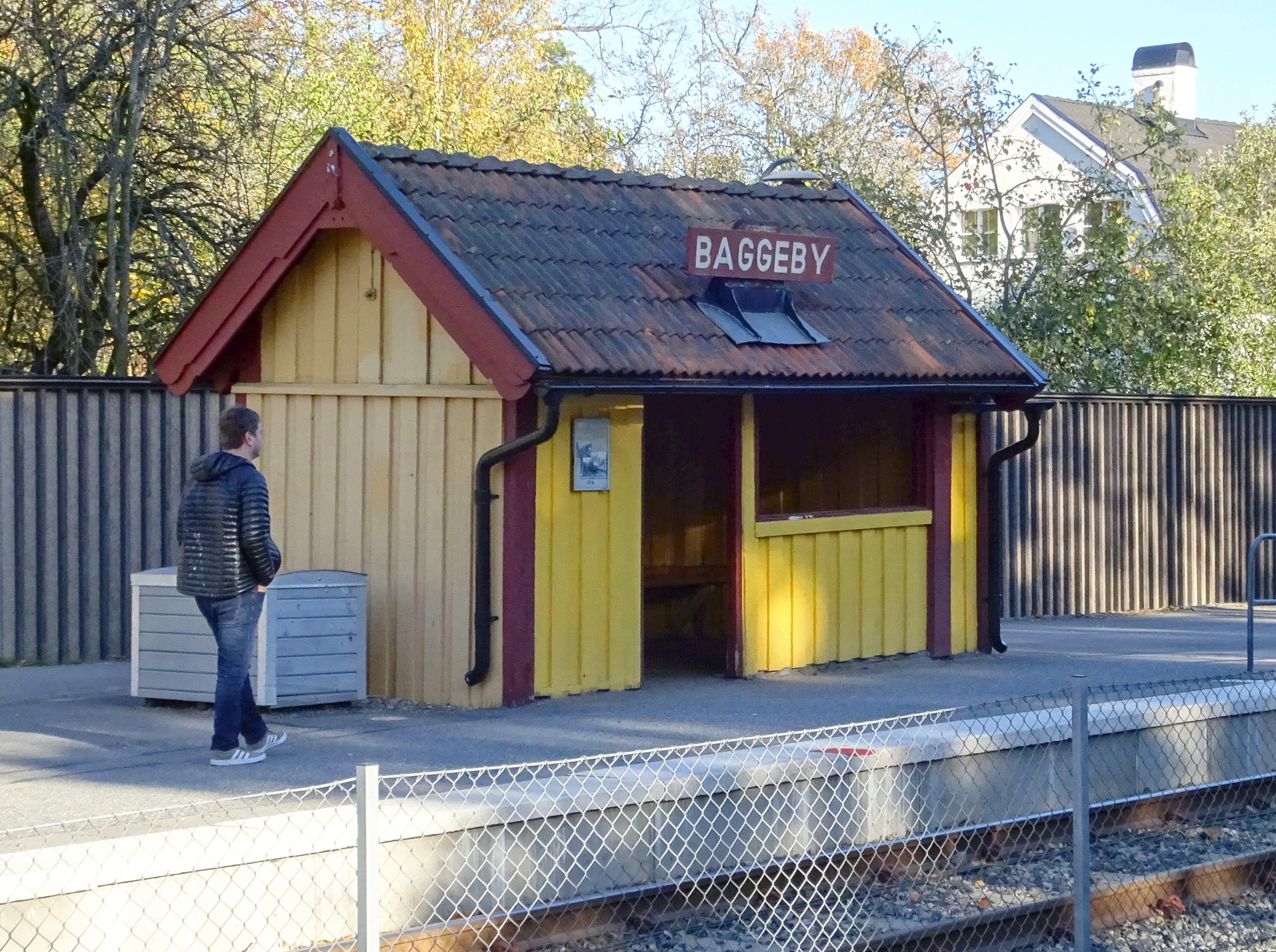
Baggeby (kategori 1).
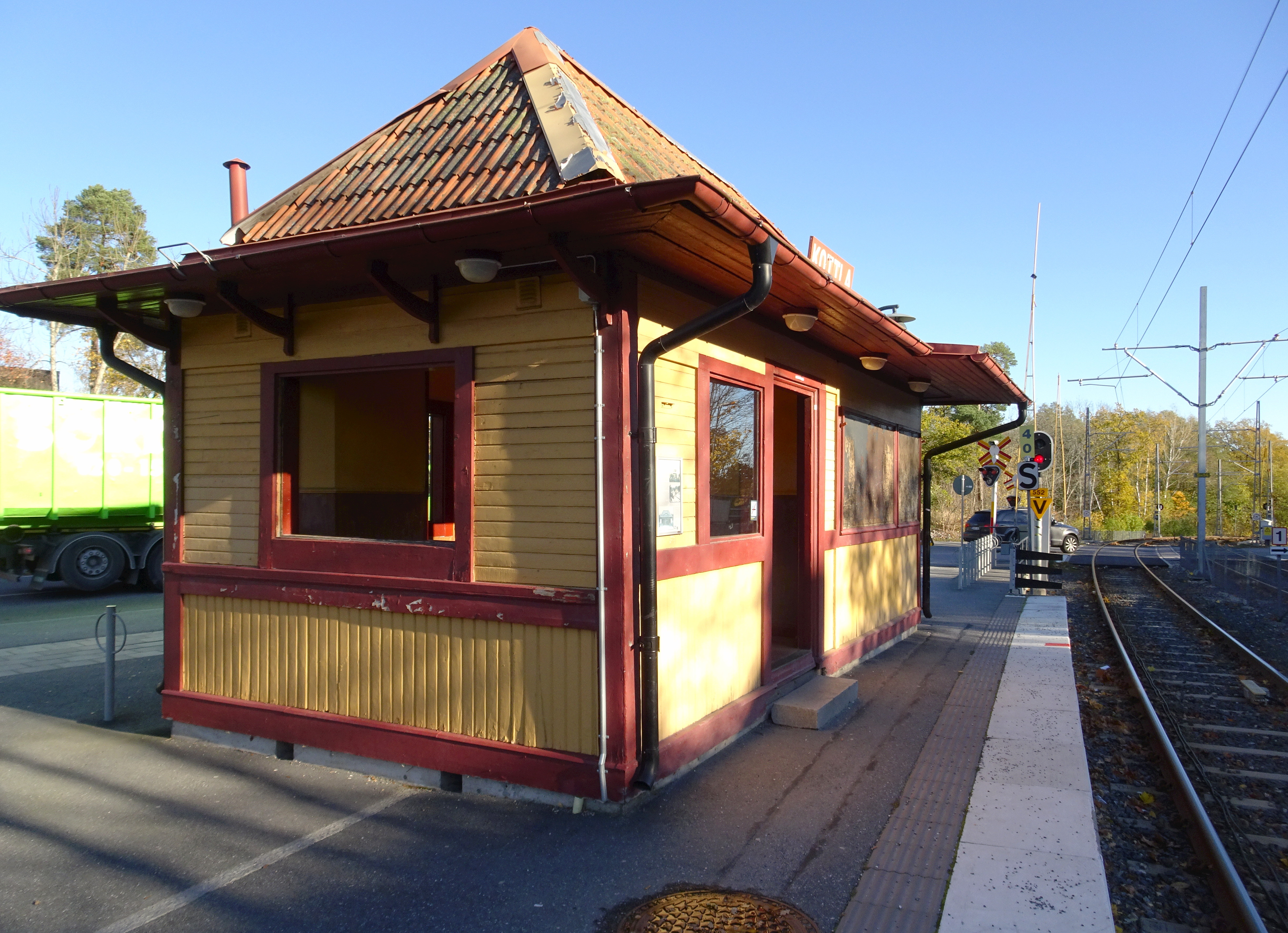
Kottla (kategori 2).
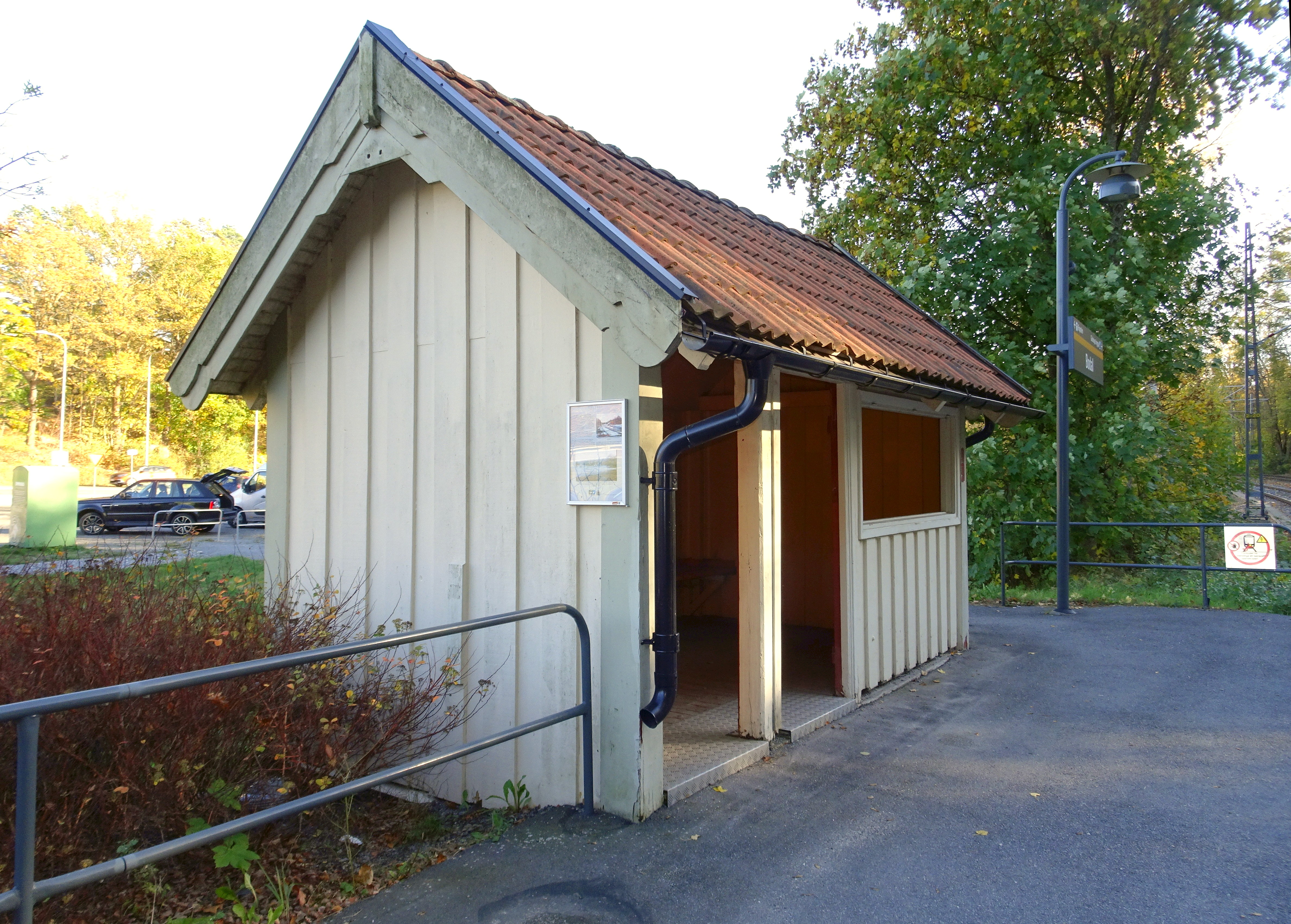
Bodal (kategori 1).